# Шамаранд
Шамаранд (произносится [ʃ a m a ʁ ɑ̃ d̪ ]Fr-Paris--Chamarande.oggо файле) — французская коммуна, расположенная в сорока километрах к югу от Парижа в департаменте Эсон в регионе Иль-де-Франс.

## География
Самая низкая точка города находится на высоте 62 метров над уровнем моря, а самая высокая — на высоте 155 метров.
Город граничит на севере с лесом Бельведер, получившим свое название от скалы, откуда открывается панорамный вид на Шамаранд, а также на железнодорожную линию RER C.
На территории муниципалитета находится станция Chamarande, обслуживаемая железнодорожной линией RER C регионального экспресс-метро Иль-де-Франс. Через Шамаранд также проходит национальная дорога N20 в сторону Парижа.

## История
Первый замок был построен на этом месте около 811 года Артельдом, братом Эйнхарда, биографа Карла Великого. Замок был назван «Бонн» (фр.: Bonnes) (название происходит от некоего Урсио де Бонниса). Проведенные раскопки показывают, что это место никогда не было укреплено.
В 1654 году Пьер Меро, секретарь короля Людовика XIV, приобрёл поместье и распорядился построить нынешний замок по проекту архитектора Николя де л’Эспина.
Деревня, прилегающая к замку, также называлась Бонн (фр.:Bonnes). В 1684 году поместье было продано Клеру Жильберу д’Орнезону из деревушки Форез (нынешний регион — Овернь-Рона-Альпы), который был первым камердинером короля Людовика XIV. В 1685 году д’Орнезон получил патентным письмом от Людовика XIV право учредить Бонн в графстве Шамаранд, таким образом, было образовано графство Шамаранд.
В 1737 году Луи де Таларю, маркиз де Шалмазель, унаследовал поместье, значительно его расширил и приказал архитектору Пьеру Контан де Иври преобразовать парк. Он разработал и построил аудиториум, охотничий домик и оранжерею, а также изменил дизайн интерьера замка. Во время революции Луи-Жюстен-Мари де Таларю восстановил поместье, возвращенное его семье, и создал парк в английском стиле.
Деревня всегда жила в симбиозе с замком. В XIX веке владельцем замка был герцог Виктор де Персиньи, министр внутренних дел Наполеона III. Он выполнил множество преобразований: построил галерею на первом этаже замка, окружную стену поместья, элегантные витражи в часовне, завершил преобразование английского парка. Были сооружены новые хозяйственные постройки: ферма, конюшня, овчарня, вольер, зимний сад. Де Персиньи построил для деревни здание городской ратуши и железнодорожный вокзал, в то время находящийся на железной дороге Париж-Орлеан, ныне это станция RER C.
В 1876 году замок был приобретен Аристидом Бусико, основателем знаменитого парижского универмага Le Bon Marché. После 1913 года парк украсили копиями статуй из Версаля, изображающими аллегории рек. Вдова Аристида Бусико вышла замуж во второй раз за доктора Мари-Жозеф-Лорана Амодру, который оставался владельцем поместья и мэром Шамаранда до 1922 года.
Другой, менее известный исторический факт, заключается в том, что с 1922 по 1951 год замок был крупным центром подготовки скаутов во Франции (подготовка региональных лидеров скаутов и гидов Франции до сих пор называется «Cham» в связи с оригинальным названием Chamarande).
В 1921 году организация «Скауты Франции» начала искать место для лагеря в центральной части Франции, недалеко от Парижа. Тогдашний владелец замка и парка в 92 гектара доктор Лоран Амодру разрешил организации использовать его поместье для первого национального лагеря скаутов в 1922 году.
В последующие годы в поместье Шамаранд находился «Национальный тренировочный центр» скаутов Франции.
В 1948 году, после смерти очередной владелицы замка, наследники не захотели больше предоставлять территорию скаутам. В связи с этим организация занялась поиском нового места и в 1951 году лагерь Шамаранд был официально закрыт благодарственной мессой.
До 1978 года поместье было в частном владении, а затем его выкупил Генеральный совет Эсона, который занялся восстановлением этого архитектурного ансамбля и увеличением парка до 98 гектар.
В настоящее время в замке Шамаранд регулярно организуются выставки и проводятся различные культурные мероприятия.

## Культура
Шамаранд представляет собой культурный объект в департаменте Эсон. Размером почти 100 гектар, он является художественным и культурным центром, имеет статус «Замечательный сад», который присваивается культурным объектам Министерством культуры Франции и Комитетом парков и садов Франции с 2005 года.

## Религия
Католический приход Шамаранда присоединен к пастырскому сектору Валле-де-ла-Жуин-Этреши и епархии Эври-Корбей-Эссонн. Здесь находится церковь Святого Квинтина.

## Памятники истории

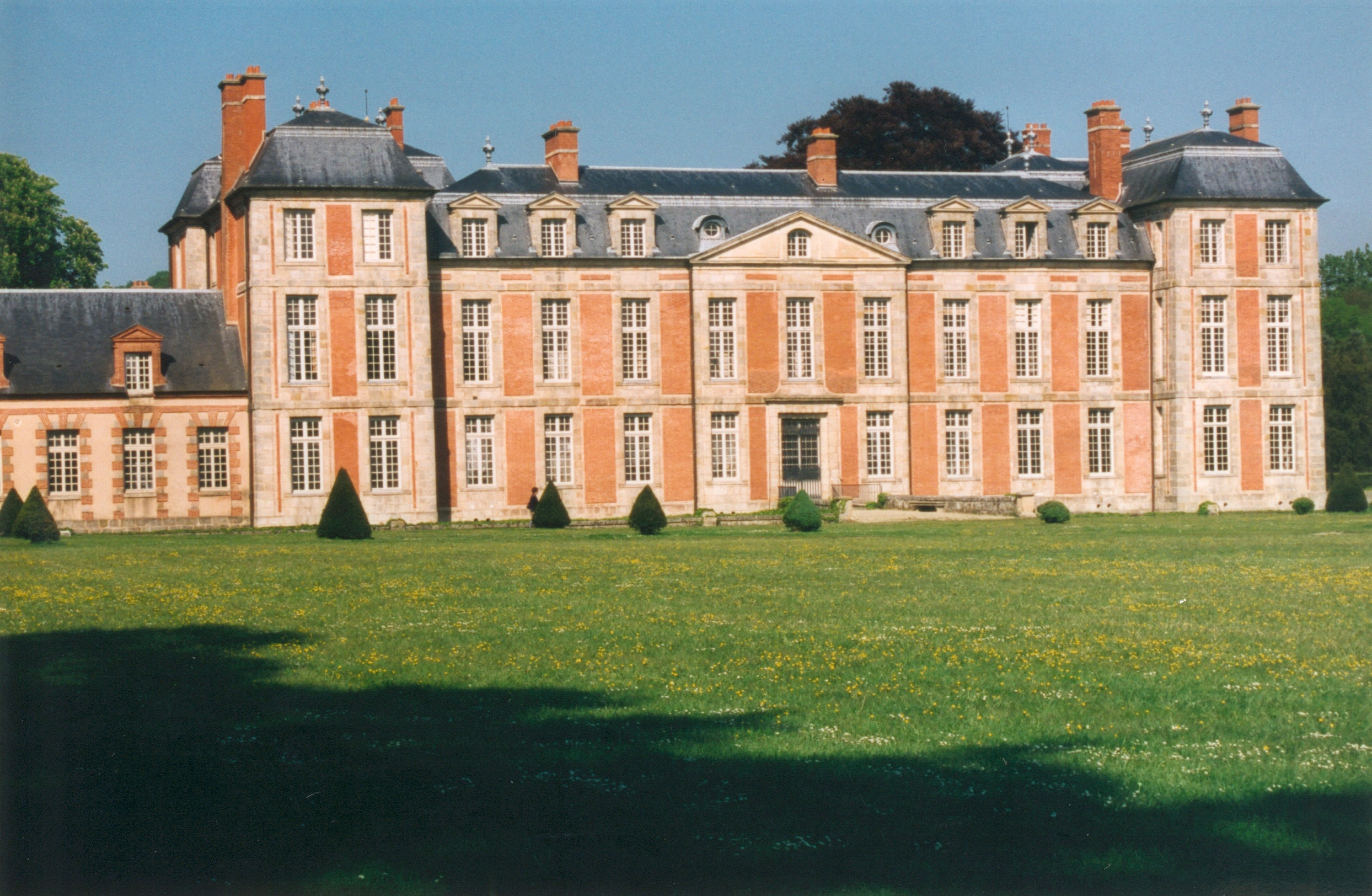
Замок Шамаранда, вид спереди.

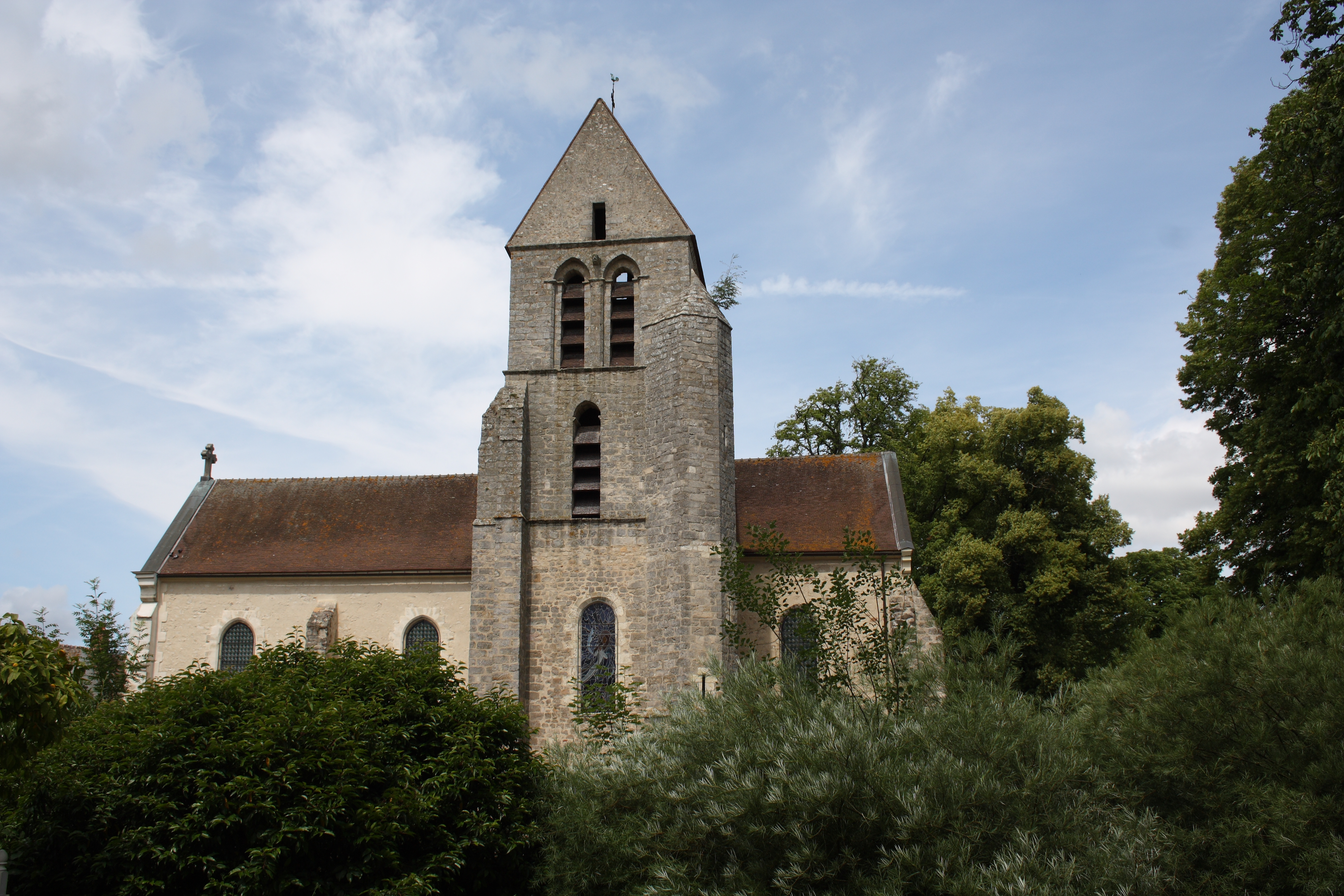
Церковь Сен-Кантен

- 6 марта 1926 года колокольня церкви Сен-Кантан XII века и XIII веков была внесена в список исторических памятников Франции.
- 23 февраля 1955 года замок Шамаранд XVII века был внесен в список исторических памятников, затем он был классифицирован 23 июля 1981 года. Парк частично получил признание в те же даты.

## Природа

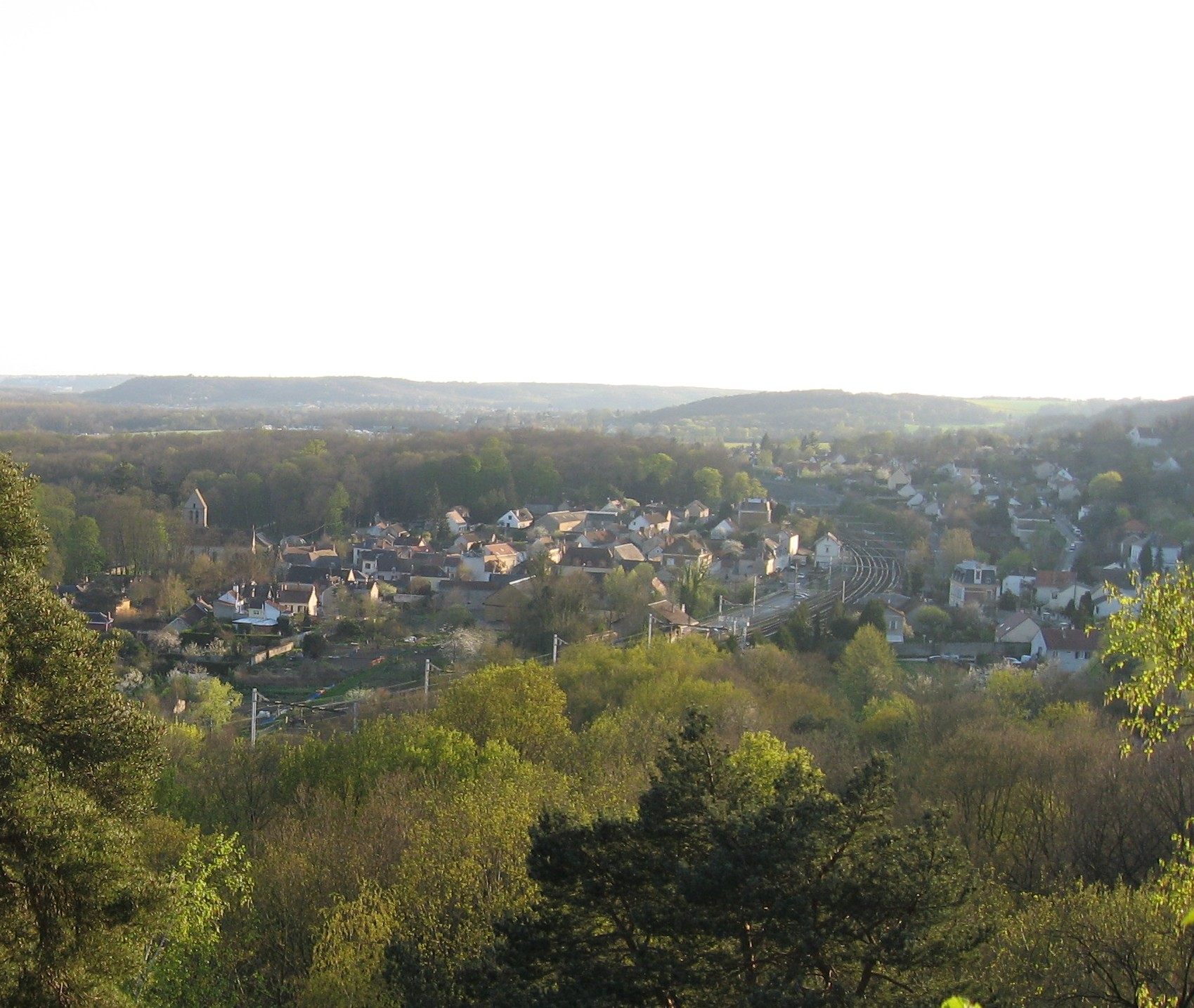
Вид на Шамаранд со стороны леса.

Территория Шамаранд имеет статус «Замечательный сад».
Берега реки Жуин, леса замкового парка и леса, окружающие долину, были определены Генеральным советом департамента Эсон как уязвимые природные зоны (статус, присваиваемый территориям, природный характер которых находится под угрозой или является уязвимым).

## Личности, связанные с муниципалитетом
В Шамаранде родились, умерли или жили разные общественные деятели:
- Жак-Поликарп Морган (1759—1843), генерал армии Республики и Империи, родился в Амьене и умер в Шамаранде
- Герцог Виктор де Персиньи, владелец замка
- Вера Барклай (1893—1989), лидер скаутов, проживала в Шамаранде
- Дизайнер Пьер Жубер (1910—2002), проживал в Шамаранде